# Jaciment arqueològic de la Covalta
El jaciment arqueològic de la Covalta (Albaida, València) està ubicat a l'àrea de la Contestania Ibérica. És un poblat habitat entre el Ibèric Antic i el Ibèric Ple (s. VI – s. III a. C.) excavat a inicis del segle XX per Isidro Ballester.

## Localització i geografia
El jaciment arqueològic de Covalta està ubicat al cim de la muntanya homònim, a 893 m. s. n. m., en el tram més oriental de la Serra d'Agullent, al terme municipal d'Albaida, (València). Des del jaciment es controla el pas natural de la Vall d'Albaida, una de les vies d'accés fonamental des de la costa mediterrània peninsular cap a l'interior, així com de la Vall d'Agres per la seva part sud.
Pren el seu nom d'una cova natural coneguda com la Cova Alta, característica d'un terreny en què predomina el modelatge càrstic amb cabals d'aigua subterranis; està situada uns metres per sota del jaciment, al peu de l'escarpament que impedeix l'accés al mateix per la seva part nord-occidental, a 821 m. s. n. m. En aquesta cova es van realitzar a inicis del segle XX alguns sondejos arqueològics, però no es va recuperar cap evidència arqueològica.

## Intervencions arqueològiques
Els treballs arqueològics a Covalta es van desenvolupar en el primer terç del segle XX per Isidre Ballester. Es van excavar més de vuitanta-tres estances de planta rectangular, a més de la muralla de més de tres metres d'ample que protegia el poblat per la seva part oriental. Es van localitzar dues portes d'accés al poblat, una a la part est i una altra a l'oest.
Posteriorment, Manuela Raga, en la seua tesi de llicenciatura va dur a terme un estudi complet de la cultura material del jaciment. En 1996, la Conselleria de Cultura Educació i Ciència de la Generalitat Valenciana li va encarregar realitzar una nova planimetria del jaciment d'acord amb l'estat del assentament que mostrara què estructures, després de la neteja i adequació de la superfície del cim, quedaben en peu i podien apreciar-se.

## Fases d'ocupació
Els materials recuperats en l'excavació van ser estudiats per María Ángeles Vall Ojeda. Esta autora va estudiar les ceràmiques de vernís negre de l'assentament, i va delimitar la cronología del poblat des de mitjans del segle V a. C. fins mitjans del segle iii aC. Després de ser abandonat, no va a ser ocupat fins a època medieval de forma puntual, com demostren alguns vestigis materials.
La identificació de dos ànfores fenícies tipus Trayamar I, així com de una fíbula de doble resort, van permitir avançar el moment inicial d'ocupació de la Covalta al segle VI a. C.

## Materials arqueològics
Entre els materials torbades en les excavacions destaquen un cap púnic de pasta vítrea polícroma, de 37 mm d'alçada i un menut aladre votiu, exposats en el Museu de Prehistòria de València. A més, es van recuperar restes de ceràmiques àtiques de figures negres i de figures rojes, ceràmiques ibèriques amb decoració geomètrica, fíbules, eines metàl·liques, agulles d'os i mànecs de banya de cérvol, entre d'altres.

Troballes
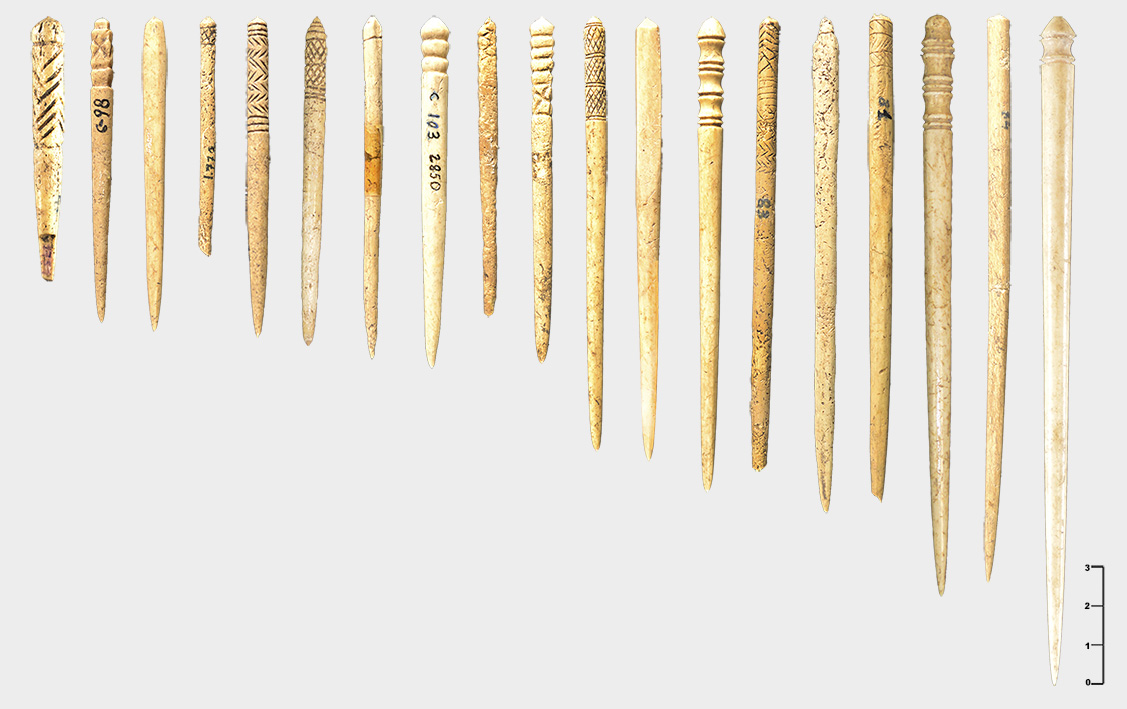
Agulles d'os
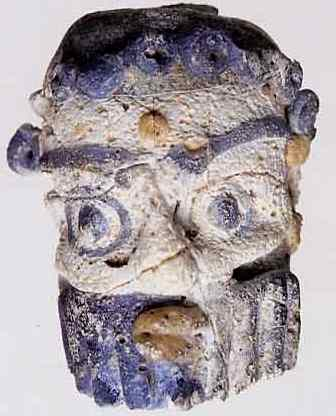
Cap de pasta vitrea